# 南保内村
南保内村（みなみほうないむら）は、かつて新潟県岩船郡にあった村。

## 沿革
- 1889年（明治22年）4月1日 - 町村制施行に伴い岩船郡名割村、名割新村、中野新村、渡辺三新田、新光寺村、南新保村が合併し、南保内村が発足。
- 1901年（明治34年）11月1日 - 岩船郡金屋村、海老江村、大津村と合併し、金屋村を新設して消滅。